# غوستافو كاباييرو كامارغو
غوستافو كاباييرو كامارغو (بالإسبانية: Gustavo Caballero Camargo)‏ هو سياسي مكسيكي، ولد في 24 يوليو 1948 في ولاية نويفو ليون في المكسيك. حزبياً، نشط في الحزب الثوري المؤسساتي. وقد انتخب عضو مجلس النواب المكسيك.